# Ostabat-Asme
Ostabat-Asme é uma comuna francesa na região administrativa da Nova Aquitânia, no departamento dos Pirenéus Atlânticos. Estende-se por uma área de 15,64 km². Em 2010 a comuna tinha 196 habitantes (densidade: 12,5 hab./km²).